# Chaetodon humeralis
Chaetodon humeralis là một loài cá biển thuộc chi Cá bướm trong họ Cá bướm. Loài này được mô tả lần đầu tiên vào năm 1860.

## Từ nguyên
Tính từ định danh humeralis trong tiếng Latinh mang nghĩa là "ở vai", hàm ý không rõ, có lẽ đề cập đến dải đen ở sau đầu của loài cá này.

## Phạm vi phân bố và môi trường sống
C. humeralis là loài cá bướm duy nhất chỉ được tìm thấy ở Đông Thái Bình Dương, không kể một số loài cá bướm là những cá thể lang thang theo hải lưu trôi dạt đến đây (như Chaetodon kleinii hay Chaetodon meyeri).
C. humeralis được phân bố trải dài từ Redondo Beach, California (Hoa Kỳ) đến bờ biển Peru ở phía nam, bao gồm các hải đảo ngoài khơi là quần đảo Galápagos (Ecuador), quần đảo Revillagigedo (México), đảo Cocos (Costa Rica) và đảo Malpelo (Colombia).
C. humeralis sống tập trung trên các rạn san hô viền bờ ở độ sâu đến ít nhất là 55 m, nhưng thường bắt gặp ở vùng biển có độ sâu khoảng 12 m trở vào bờ. C. humeralis còn được ghi nhận là có thể tìm thấy ở khu vực cửa sông, đầm lầy rừng ngập mặn, vũng thủy triều và đầm phá.

## Mô tả
C. humeralis có chiều dài cơ thể lớn nhất được ghi nhận là 25,4 cm. Loài này có màu xám bạc với hai dải sọc dọc màu nâu đen trên thân (một dải băng qua gốc vây ngực, dải kia ở trước cuống đuôi). Đầu có một dải đen băng dọc qua mắt. Vây lưng và vây hậu môn có dải đen ở rìa. Cuống đuôi có vạch đen mờ bao quanh. Vây đuôi có hai vạch sọc đen (phần vây gần rìa sau trong suốt).
Số gai ở vây lưng: 13; Số tia vây ở vây lưng: 18–20; Số gai ở vây hậu môn: 3; Số tia vây ở vây hậu môn: 15–17; Số gai ở vây bụng: 1; Số tia vây ở vây bụng: 5.

## Sinh thái học
Thức ăn của C. humeralis bao gồm tảo và các loài thủy sinh không xương sống. Chúng thường kết đôi với nhau, nhưng cũng có thể hợp thành những nhóm nhỏ gần các mỏm đá, có khi hợp thành đàn với cá tai tượng Chaetodipterus zonatus.

## Thương mại
C. humeralis hầu như không xuất hiện trong ngành kinh doanh cá cảnh.